# Eleições legislativas portuguesas de 2024 no distrito de Setúbal
| Eleições legislativas portuguesas de 2024 Distritos: Aveiro \| Beja \| Braga \| Bragança \| Castelo Branco \| Coimbra \| Évora \| Faro \| Guarda \| Leiria \| Lisboa \| Portalegre \| Porto \| Santarém \| Setúbal \| Viana do Castelo \| Vila Real \| Viseu \| Açores \| Madeira \| Estrangeiro |

## Resultados por concelho
Os resultados nos concelhos do Distrito de Setúbal foram os seguintes:

### Alcácer do Sal
| Partido                 | Partido                                         | Votos | %               | +/-   |
| ----------------------- | ----------------------------------------------- | ----- | --------------- | ----- |
|                         | Partido Socialista                              | 2 413 | 37,32 / 100,00  | 14,38 |
|                         | Coligação Democrática Unitária (PCP-PEV)        | 1 087 | 16,81 / 100,00  | 0,54  |
|                         | CHEGA                                           | 1 058 | 16,36 / 100,00  | 9,65  |
|                         | Aliança Democrática (PPD/PSD-CDS-PP-PPM)        | 822   | 12,71 / 100,00  | 0,40  |
|                         | Bloco de Esquerda                               | 329   | 5,09 / 100,00   | 1,01  |
|                         | Iniciativa Liberal                              | 163   | 2,52 / 100,00   | 0,39  |
|                         | LIVRE                                           | 127   | 1,96 / 100,00   | 1,39  |
|                         | Alternativa Democrática Nacional                | 122   | 1,89 / 100,00   | 1,79  |
|                         | Partido Comunista dos Trabalhadores Portugueses | 75    | 1,16 / 100,00   | 0,25  |
|                         | Pessoas–Animais–Natureza                        | 69    | 1,07 / 100,00   | 0,26  |
|                         | Outros (com menos de 1,00%)                     | 54    | 0,84 / 100,00   |       |
| Votos Inválidos         | Votos Inválidos                                 | 147   | 2,27 / 100,00   | 0,44  |
| Total                   | Total                                           | 6 466 | 100,00 / 100,00 |       |
| Eleitorado/Participação | Eleitorado/Participação                         | 9 880 | 65,45 / 100,00  | 7,67  |

| Freguesia                                        | %     | %     | %     | %     | %    | %    | %    | %    | %    | %    | Votantes | Taxa de Participação |
| Freguesia                                        | PS    | CDU   | CH    | AD    | BE   | IL   | L    | ADN  | PCTP | PAN  | Votantes | Taxa de Participação |
| ------------------------------------------------ | ----- | ----- | ----- | ----- | ---- | ---- | ---- | ---- | ---- | ---- | -------- | -------------------- |
| Freguesia                                        |       |       |       |       |      |      |      |      |      |      | Votantes | Taxa de Participação |
| Comporta                                         | 35,41 | 12,48 | 22,00 | 12,17 | 4,99 | 3,12 | 1,72 | 1,56 | 0,94 | 1,40 | 641      | 65,88                |
| Santa Maria do Castelo e Santiago e Santa Susana | 36,73 | 16,38 | 14,87 | 14,31 | 5,33 | 2,72 | 2,14 | 2,03 | 1,31 | 1,16 | 4 487    | 65,10                |
| São Martinho                                     | 35,83 | 40,83 | 9,17  | 5,42  | 1,67 | 0,42 | 0,83 | 1,25 | 1,25 | 0,42 | 240      | 73,62                |
| Torrão                                           | 41,17 | 15,85 | 20,77 | 8,11  | 4,92 | 1,82 | 1,64 | 1,64 | 0,64 | 0,64 | 1 098    | 65,05                |
| Alcácer do Sal                                   | 37,32 | 16,81 | 16,36 | 12,71 | 5,09 | 2,52 | 1,96 | 1,89 | 1,16 | 1,07 | 6 466    | 65,45                |

### Alcochete
| Partido                 | Partido                                  | Votos  | %               | +/-   |
| ----------------------- | ---------------------------------------- | ------ | --------------- | ----- |
|                         | Partido Socialista                       | 3 080  | 26,79 / 100,00  | 13,51 |
|                         | Aliança Democrática (PPD/PSD-CDS-PP-PPM) | 2 590  | 22,53 / 100,00  | 1,00  |
|                         | CHEGA                                    | 2 339  | 20,35 / 100,00  | 10,68 |
|                         | Iniciativa Liberal                       | 847    | 7,37 / 100,00   | 0,55  |
|                         | Coligação Democrática Unitária (PCP-PEV) | 683    | 5,94 / 100,00   | 2,43  |
|                         | Bloco de Esquerda                        | 590    | 5,13 / 100,00   | 0,49  |
|                         | LIVRE                                    | 546    | 4,75 / 100,00   | 3,12  |
|                         | Pessoas–Animais–Natureza                 | 251    | 2,18 / 100,00   | 0,39  |
|                         | Alternativa Democrática Nacional         | 156    | 1,36 / 100,00   | 1,00  |
|                         | Outros (com menos de 1,00%)              | 166    | 1,44 / 100,00   |       |
| Votos Inválidos         | Votos Inválidos                          | 248    | 2,15 / 100,00   | 0,44  |
| Total                   | Total                                    | 11 496 | 100,00 / 100,00 |       |
| Eleitorado/Participação | Eleitorado/Participação                  | 15 513 | 74,11 / 100,00  | 7,81  |

| Freguesia     | %     | %     | %     | %     | %    | %    | %    | %    | %    | Votantes | Taxa de Participação |
| Freguesia     | PS    | AD    | CH    | IL    | CDU  | BE   | L    | PAN  | ADN  | Votantes | Taxa de Participação |
| ------------- | ----- | ----- | ----- | ----- | ---- | ---- | ---- | ---- | ---- | -------- | -------------------- |
| Freguesia     |       |       |       |       |      |      |      |      |      | Votantes | Taxa de Participação |
| Alcochete     | 27,57 | 24,19 | 18,83 | 7,11  | 5,47 | 5,19 | 4,65 | 2,19 | 1,43 | 7 913    | 73,42                |
| Samouco       | 25,48 | 14,72 | 25,97 | 6,06  | 9,54 | 5,33 | 5,18 | 2,15 | 1,03 | 2 045    | 74,15                |
| São Francisco | 24,51 | 24,38 | 20,68 | 10,40 | 3,55 | 4,55 | 4,68 | 2,21 | 1,43 | 1 538    | 77,76                |
| Alcochete     | 26,79 | 22,53 | 20,35 | 7,37  | 5,94 | 5,13 | 4,75 | 2,18 | 1,36 | 11 496   | 74,11                |

### Almada
| Partido                 | Partido                                  | Votos   | %               | +/-   |
| ----------------------- | ---------------------------------------- | ------- | --------------- | ----- |
|                         | Partido Socialista                       | 32 419  | 32,05 / 100,00  | 13,63 |
|                         | Aliança Democrática (PPD/PSD-CDS-PP-PPM) | 19 562  | 19,34 / 100,00  | 0,73  |
|                         | CHEGA                                    | 17 034  | 16,84 / 100,00  | 9,42  |
|                         | Coligação Democrática Unitária (PCP-PEV) | 7 047   | 6,97 / 100,00   | 2,10  |
|                         | Bloco de Esquerda                        | 6 089   | 6,02 / 100,00   | 0,03  |
|                         | Iniciativa Liberal                       | 5 734   | 5,67 / 100,00   | 0,20  |
|                         | LIVRE                                    | 5 380   | 5,32 / 100,00   | 3,51  |
|                         | Pessoas–Animais–Natureza                 | 2 744   | 2,71 / 100,00   | 0,47  |
|                         | Alternativa Democrática Nacional         | 1 586   | 1,57 / 100,00   | 1,26  |
|                         | Outros (com menos de 1,00%)              | 1 308   | 1,28 / 100,00   |       |
| Votos Inválidos         | Votos Inválidos                          | 2 235   | 2,21 / 100,00   | 0,51  |
| Total                   | Total                                    | 101 138 | 100,00 / 100,00 |       |
| Eleitorado/Participação | Eleitorado/Participação                  | 150 993 | 66,98 / 100,00  | 7,73  |

| Freguesia                                  | %     | %     | %     | %    | %    | %    | %    | %    | %    | Votantes | Taxa de Participação |
| Freguesia                                  | PS    | AD    | CH    | CDU  | BE   | IL   | L    | PAN  | ADN  | Votantes | Taxa de Participação |
| ------------------------------------------ | ----- | ----- | ----- | ---- | ---- | ---- | ---- | ---- | ---- | -------- | -------------------- |
| Freguesia                                  |       |       |       |      |      |      |      |      |      | Votantes | Taxa de Participação |
| Almada, Cova da Piedade, Pragal e Cacilhas | 33,67 | 18,76 | 12,89 | 8,93 | 7,04 | 4,79 | 6,61 | 2,71 | 1,45 | 28 369   | 67,99                |
| Caparica e Trafaria                        | 36,54 | 14,49 | 19,63 | 7,61 | 5,71 | 4,09 | 3,51 | 2,56 | 1,65 | 13 322   | 60,14                |
| Charneca de Caparica e Sobreda             | 26,96 | 23,86 | 17,98 | 4,73 | 5,11 | 8,02 | 5,45 | 2,78 | 1,75 | 30 132   | 73,74                |
| Costa de Caparica                          | 29,74 | 23,54 | 16,84 | 4,98 | 6,10 | 5,68 | 5,34 | 2,77 | 1,53 | 7 832    | 63,66                |
| Laranjeiro e Feijó                         | 35,13 | 15,24 | 18,73 | 7,84 | 6,11 | 4,51 | 4,54 | 2,70 | 1,44 | 21 483   | 63,28                |
| Almada                                     | 32,05 | 19,34 | 16,84 | 6,97 | 6,02 | 5,67 | 5,32 | 2,71 | 1,57 | 101 138  | 66,98                |

### Barreiro
| Partido                 | Partido                                  | Votos  | %               | +/-   |
| ----------------------- | ---------------------------------------- | ------ | --------------- | ----- |
|                         | Partido Socialista                       | 17 216 | 37,36 / 100,00  | 14,09 |
|                         | CHEGA                                    | 7 951  | 17,25 / 100,00  | 9,83  |
|                         | Aliança Democrática (PPD/PSD-CDS-PP-PPM) | 5 855  | 12,71 / 100,00  | 0,75  |
|                         | Coligação Democrática Unitária (PCP-PEV) | 5 024  | 10,90 / 100,00  | 2,92  |
|                         | Bloco de Esquerda                        | 2 826  | 6,13 / 100,00   | 0,68  |
|                         | LIVRE                                    | 1 985  | 4,31 / 100,00   | 2,99  |
|                         | Iniciativa Liberal                       | 1 837  | 3,99 / 100,00   | 0,44  |
|                         | Pessoas–Animais–Natureza                 | 1 146  | 2,49 / 100,00   | 0,72  |
|                         | Alternativa Democrática Nacional         | 555    | 1,20 / 100,00   | 0,97  |
|                         | Outros (com menos de 1,00%)              | 675    | 1,46 / 100,00   |       |
| Votos Inválidos         | Votos Inválidos                          | 1 010  | 2,19 / 100,00   | 0,53  |
| Total                   | Total                                    | 46 080 | 100,00 / 100,00 |       |
| Eleitorado/Participação | Eleitorado/Participação                  | 68 061 | 67,70 / 100,00  | 7,30  |

| Freguesia                                   | %     | %     | %     | %     | %    | %    | %    | %    | %    | Votantes | Taxa de Participação |
| Freguesia                                   | PS    | CH    | AD    | CDU   | BE   | L    | IL   | PAN  | ADN  | Votantes | Taxa de Participação |
| ------------------------------------------- | ----- | ----- | ----- | ----- | ---- | ---- | ---- | ---- | ---- | -------- | -------------------- |
| Freguesia                                   |       |       |       |       |      |      |      |      |      | Votantes | Taxa de Participação |
| Alto do Seixalinho, Santo André e Verderena | 39,53 | 16,40 | 11,28 | 11,07 | 6,29 | 4,23 | 3,90 | 2,35 | 1,11 | 23 787   | 66,62                |
| Barreiro e Lavradio                         | 36,95 | 16,25 | 13,08 | 11,54 | 6,60 | 4,78 | 3,82 | 2,53 | 1,22 | 13 030   | 68,39                |
| Palhais e Coina                             | 27,90 | 21,02 | 15,86 | 12,08 | 5,25 | 3,78 | 5,57 | 2,85 | 1,50 | 2 459    | 76,08                |
| Santo António da Charneca                   | 33,99 | 20,81 | 15,86 | 8,67  | 5,00 | 3,85 | 4,03 | 2,75 | 1,38 | 6 804    | 67,55                |
| Barreiro                                    | 37,36 | 17,25 | 12,71 | 10,90 | 6,13 | 4,31 | 3,99 | 2,49 | 1,20 | 46 080   | 67,70                |

### Grândola
| Partido                 | Partido                                  | Votos  | %               | +/-   |
| ----------------------- | ---------------------------------------- | ------ | --------------- | ----- |
|                         | Partido Socialista                       | 2 408  | 31,63 / 100,00  | 12,49 |
|                         | CHEGA                                    | 1 486  | 19,52 / 100,00  | 10,95 |
|                         | Aliança Democrática (PPD/PSD-CDS-PP-PPM) | 1 222  | 16,05 / 100,00  | 0,26  |
|                         | Coligação Democrática Unitária (PCP-PEV) | 956    | 12,56 / 100,00  | 3,62  |
|                         | Bloco de Esquerda                        | 490    | 6,44 / 100,00   | 1,10  |
|                         | Iniciativa Liberal                       | 269    | 3,53 / 100,00   | 0,02  |
|                         | LIVRE                                    | 209    | 2,74 / 100,00   | 1,71  |
|                         | Pessoas–Animais–Natureza                 | 134    | 1,76 / 100,00   | 0,58  |
|                         | Alternativa Democrática Nacional         | 104    | 1,37 / 100,00   | 1,08  |
|                         | Outros (com menos de 1,00%)              | 128    | 1,99 / 100,00   |       |
| Votos Inválidos         | Votos Inválidos                          | 185    | 2,43 / 100,00   | 0,69  |
| Total                   | Total                                    | 7 614  | 100,00 / 100,00 |       |
| Eleitorado/Participação | Eleitorado/Participação                  | 11 761 | 64,74 / 100,00  | 8,81  |

| Freguesia                                  | %     | %     | %     | %     | %    | %    | %    | %    | %    | Votantes | Taxa de Participação |
| Freguesia                                  | PS    | CH    | AD    | CDU   | BE   | IL   | L    | PAN  | ADN  | Votantes | Taxa de Participação |
| ------------------------------------------ | ----- | ----- | ----- | ----- | ---- | ---- | ---- | ---- | ---- | -------- | -------------------- |
| Freguesia                                  |       |       |       |       |      |      |      |      |      | Votantes | Taxa de Participação |
| Azinheira dos Barros e São Mamede do Sádão | 46,39 | 16,57 | 5,72  | 12,65 | 6,93 | 0,60 | 1,81 | 0,90 | 0,90 | 332      | 67,62                |
| Carvalhal                                  | 24,89 | 23,37 | 17,15 | 10,62 | 8,50 | 3,79 | 2,28 | 2,28 | 1,97 | 659      | 59,58                |
| Grândola e Santa Margarida da Serra        | 31,68 | 20,06 | 15,34 | 12,85 | 6,28 | 3,82 | 2,78 | 1,87 | 1,21 | 5 783    | 65,42                |
| Melides                                    | 30,71 | 13,93 | 24,17 | 12,02 | 5,71 | 2,50 | 3,21 | 0,95 | 2,14 | 840      | 63,44                |
| Grândola                                   | 31,63 | 19,52 | 16,05 | 12,56 | 6,44 | 3,53 | 2,74 | 1,76 | 1,37 | 7 614    | 64,74                |

### Moita
| Partido                 | Partido                                  | Votos  | %               | +/-   |
| ----------------------- | ---------------------------------------- | ------ | --------------- | ----- |
|                         | Partido Socialista                       | 12 620 | 33,82 / 100,00  | 15,49 |
|                         | CHEGA                                    | 8 509  | 22,80 / 100,00  | 13,01 |
|                         | Coligação Democrática Unitária (PCP-PEV) | 4 186  | 11,22 / 100,00  | 2,64  |
|                         | Aliança Democrática (PPD/PSD-CDS-PP-PPM) | 3 971  | 10,64 / 100,00  | 0,44  |
|                         | Bloco de Esquerda                        | 2 440  | 6,54 / 100,00   | 0,34  |
|                         | Iniciativa Liberal                       | 1 449  | 3,88 / 100,00   | 0,72  |
|                         | LIVRE                                    | 1 226  | 3,29 / 100,00   | 2,25  |
|                         | Pessoas–Animais–Natureza                 | 939    | 2,52 / 100,00   | 0,77  |
|                         | Alternativa Democrática Nacional         | 476    | 1,28 / 100,00   | 1,00  |
|                         | Outros (com menos de 1,00%)              | 695    | 1,86 / 100,00   |       |
| Votos Inválidos         | Votos Inválidos                          | 801    | 2,14 / 100,00   | 0,39  |
| Total                   | Total                                    | 37 312 | 100,00 / 100,00 |       |
| Eleitorado/Participação | Eleitorado/Participação                  | 58 807 | 63,45 / 100,00  | 8,66  |

| Freguesia                            | %     | %     | %     | %     | %    | %    | %    | %    | %    | Votantes | Taxa de Participação |
| Freguesia                            | PS    | CH    | CDU   | AD    | BE   | IL   | L    | PAN  | ADN  | Votantes | Taxa de Participação |
| ------------------------------------ | ----- | ----- | ----- | ----- | ---- | ---- | ---- | ---- | ---- | -------- | -------------------- |
| Freguesia                            |       |       |       |       |      |      |      |      |      | Votantes | Taxa de Participação |
| Alhos Vedros                         | 30,15 | 23,74 | 10,72 | 10,96 | 7,71 | 4,55 | 3,85 | 2,65 | 1,39 | 9 627    | 69,17                |
| Baixa da Banheira e Vale da Amoreira | 38,64 | 20,89 | 12,03 | 8,63  | 6,50 | 3,00 | 2,67 | 2,54 | 1,09 | 15 262   | 57,07                |
| Gaio-Rosário e Sarilhos Pequenos     | 34,13 | 19,64 | 15,43 | 12,05 | 4,20 | 4,96 | 3,45 | 2,13 | 0,44 | 1 594    | 78,02                |
| Moita                                | 30,25 | 25,15 | 9,90  | 12,99 | 5,90 | 4,38 | 3,62 | 2,43 | 1,56 | 10 829   | 67,24                |
| Moita                                | 33,82 | 22,80 | 11,22 | 10,64 | 6,54 | 3,88 | 3,29 | 2,52 | 1,28 | 37 312   | 63,45                |

### Montijo
| Partido                 | Partido                                  | Votos  | %               | +/-   |
| ----------------------- | ---------------------------------------- | ------ | --------------- | ----- |
|                         | Partido Socialista                       | 7 883  | 26,95 / 100,00  | 14,65 |
|                         | CHEGA                                    | 7 256  | 24,80 / 100,00  | 13,39 |
|                         | Aliança Democrática (PPD/PSD-CDS-PP-PPM) | 6 081  | 20,79 / 100,00  | 1,31  |
|                         | Iniciativa Liberal                       | 1 901  | 6,50 / 100,00   | 0,38  |
|                         | Bloco de Esquerda                        | 1 558  | 5,33 / 100,00   | 0,25  |
|                         | Coligação Democrática Unitária (PCP-PEV) | 1 286  | 4,40 / 100,00   | 1,76  |
|                         | LIVRE                                    | 1 073  | 3,67 / 100,00   | 2,33  |
|                         | Pessoas–Animais–Natureza                 | 680    | 2,32 / 100,00   | 0,23  |
|                         | Alternativa Democrática Nacional         | 482    | 1,65 / 100,00   | 1,40  |
|                         | Outros (com menos de 1,00%)              | 440    | 1,52 / 100,00   |       |
| Votos Inválidos         | Votos Inválidos                          | 615    | 2,10 / 100,00   | 0,46  |
| Total                   | Total                                    | 29 255 | 100,00 / 100,00 |       |
| Eleitorado/Participação | Eleitorado/Participação                  | 44 389 | 65,91 / 100,00  | 9,58  |

| Freguesia                         | %     | %     | %     | %    | %    | %    | %    | %    | %    | Votantes | Taxa de Participação |
| Freguesia                         | PS    | CH    | AD    | IL   | BE   | CDU  | L    | PAN  | ADN  | Votantes | Taxa de Participação |
| --------------------------------- | ----- | ----- | ----- | ---- | ---- | ---- | ---- | ---- | ---- | -------- | -------------------- |
| Freguesia                         |       |       |       |      |      |      |      |      |      | Votantes | Taxa de Participação |
| Atalaia e Alto Estanqueiro-Jardia | 29,15 | 24,85 | 19,05 | 6,98 | 4,98 | 3,97 | 2,82 | 2,49 | 1,61 | 3 050    | 67,60                |
| Canha                             | 39,15 | 20,56 | 20,85 | 2,25 | 3,10 | 4,37 | 1,83 | 0,85 | 3,10 | 710      | 62,01                |
| Montijo e Afonsoeiro              | 26,28 | 24,15 | 21,47 | 6,89 | 5,55 | 4,15 | 4,09 | 2,47 | 1,57 | 21 908   | 65,93                |
| Pegões                            | 24,21 | 32,38 | 20,68 | 3,59 | 3,81 | 4,30 | 1,82 | 1,16 | 2,32 | 1 813    | 63,97                |
| Sarilhos Grandes                  | 29,26 | 26,78 | 15,45 | 5,52 | 5,64 | 8,29 | 2,48 | 2,03 | 1,47 | 1 774    | 66,49                |
| Montijo                           | 26,95 | 24,80 | 20,79 | 6,50 | 5,33 | 4,40 | 3,67 | 2,32 | 1,65 | 29 255   | 65,91                |

### Palmela
| Partido                 | Partido                                  | Votos  | %               | +/-   |
| ----------------------- | ---------------------------------------- | ------ | --------------- | ----- |
|                         | Partido Socialista                       | 10 860 | 27,25 / 100,00  | 15,96 |
|                         | CHEGA                                    | 9 476  | 23,78 / 100,00  | 13,60 |
|                         | Aliança Democrática (PPD/PSD-CDS-PP-PPM) | 6 912  | 17,34 / 100,00  | 0,90  |
|                         | Coligação Democrática Unitária (PCP-PEV) | 2 568  | 6,44 / 100,00   | 2,33  |
|                         | Bloco de Esquerda                        | 2 542  | 6,38 / 100,00   | 0,02  |
|                         | Iniciativa Liberal                       | 2 304  | 5,78 / 100,00   | 0,53  |
|                         | LIVRE                                    | 1 787  | 4,48 / 100,00   | 2,89  |
|                         | Pessoas–Animais–Natureza                 | 1 097  | 2,75 / 100,00   | 0,79  |
|                         | Alternativa Democrática Nacional         | 668    | 1,68 / 100,00   | 1,31  |
|                         | Outros (com menos de 1,00%)              | 722    | 1,83 / 100,00   |       |
| Votos Inválidos         | Votos Inválidos                          | 918    | 2,30 / 100,00   | 0,17  |
| Total                   | Total                                    | 39 854 | 100,00 / 100,00 |       |
| Eleitorado/Participação | Eleitorado/Participação                  | 58 420 | 68,22 / 100,00  | 10,47 |

| Freguesia           | %     | %     | %     | %    | %    | %    | %    | %    | %    | Votantes | Taxa de Participação |
| Freguesia           | PS    | CH    | AD    | CDU  | BE   | IL   | L    | PAN  | ADN  | Votantes | Taxa de Participação |
| ------------------- | ----- | ----- | ----- | ---- | ---- | ---- | ---- | ---- | ---- | -------- | -------------------- |
| Freguesia           |       |       |       |      |      |      |      |      |      | Votantes | Taxa de Participação |
| Palmela             | 26,77 | 20,18 | 21,27 | 5,65 | 6,89 | 5,94 | 4,75 | 2,67 | 1,78 | 11 160   | 69,95                |
| Pinhal Novo         | 28,67 | 23,30 | 14,61 | 7,35 | 6,83 | 5,89 | 4,73 | 2,91 | 1,50 | 15 952   | 68,01                |
| Poceirão e Marateca | 25,57 | 36,14 | 14,35 | 5,96 | 3,65 | 3,62 | 1,87 | 1,87 | 2,08 | 4 278    | 60,42                |
| Quinta do Anjo      | 26,04 | 23,17 | 18,83 | 6,03 | 6,24 | 6,45 | 5,00 | 3,01 | 1,67 | 8 464    | 70,96                |
| Palmela             | 27,25 | 23,78 | 17,34 | 6,44 | 6,38 | 5,78 | 4,48 | 2,75 | 1,68 | 39 854   | 68,22                |

### Santiago do Cacém
| Partido                 | Partido                                  | Votos  | %               | +/-   |
| ----------------------- | ---------------------------------------- | ------ | --------------- | ----- |
|                         | Partido Socialista                       | 4 819  | 30,42 / 100,00  | 13,13 |
|                         | Aliança Democrática (PPD/PSD-CDS-PP-PPM) | 2 964  | 18,71 / 100,00  | 0,98  |
|                         | CHEGA                                    | 2 879  | 18,17 / 100,00  | 10,16 |
|                         | Coligação Democrática Unitária (PCP-PEV) | 1 652  | 10,43 / 100,00  | 1,76  |
|                         | Bloco de Esquerda                        | 999    | 6,31 / 100,00   | 0,36  |
|                         | Iniciativa Liberal                       | 679    | 4,29 / 100,00   | 0,49  |
|                         | LIVRE                                    | 502    | 3,17 / 100,00   | 2,13  |
|                         | Pessoas–Animais–Natureza                 | 298    | 1,88 / 100,00   | 0,65  |
|                         | Alternativa Democrática Nacional         | 295    | 1,86 / 100,00   | 1,59  |
|                         | Outros (com menos de 1,00%)              | 297    | 1,88 / 100,00   |       |
| Votos Inválidos         | Votos Inválidos                          | 460    | 2,91 / 100,00   | 0,61  |
| Total                   | Total                                    | 15 844 | 100,00 / 100,00 |       |
| Eleitorado/Participação | Eleitorado/Participação                  | 23 982 | 66,07 / 100,00  | 9,13  |

| Freguesia                                        | %     | %     | %     | %     | %    | %    | %    | %    | %    | Votantes | Taxa de Participação |
| Freguesia                                        | PS    | AD    | CH    | CDU   | BE   | IL   | L    | PAN  | ADN  | Votantes | Taxa de Participação |
| ------------------------------------------------ | ----- | ----- | ----- | ----- | ---- | ---- | ---- | ---- | ---- | -------- | -------------------- |
| Freguesia                                        |       |       |       |       |      |      |      |      |      | Votantes | Taxa de Participação |
| Abela                                            | 32,66 | 16,33 | 14,31 | 22,38 | 3,83 | 0,81 | 1,41 | 1,01 | 1,61 | 496      | 70,86                |
| Alvalade                                         | 28,37 | 14,13 | 21,36 | 20,83 | 4,57 | 2,13 | 1,38 | 0,53 | 1,38 | 941      | 62,69                |
| Cercal do Alentejo                               | 33,17 | 14,03 | 19,57 | 11,38 | 6,14 | 3,31 | 2,41 | 2,23 | 1,99 | 1 661    | 63,81                |
| Ermidas-Sado                                     | 32,92 | 14,49 | 20,15 | 13,92 | 5,85 | 2,69 | 2,11 | 1,92 | 1,54 | 1 042    | 60,86                |
| Santiago do Cacém, Sta. e S. Bartolomeu da Serra | 31,19 | 21,49 | 14,63 | 9,86  | 6,06 | 5,43 | 3,28 | 1,45 | 2,10 | 4 421    | 66,44                |
| Santo André                                      | 28,82 | 19,81 | 20,06 | 6,26  | 7,39 | 4,97 | 4,08 | 2,45 | 1,84 | 6 155    | 67,58                |
| São Domingos e Vale de Água                      | 31,48 | 12,82 | 18,52 | 19,09 | 3,99 | 1,99 | 1,28 | 1,14 | 1,99 | 702      | 64,94                |
| São Francisco da Serra                           | 28,64 | 25,12 | 14,08 | 13,15 | 5,40 | 2,82 | 3,52 | 1,88 | 1,17 | 426      | 68,38                |
| Santiago do Cacém                                | 30,42 | 18,71 | 18,17 | 10,43 | 6,31 | 4,29 | 3,17 | 1,88 | 1,86 | 15 844   | 66,07                |

### Seixal
| Partido                 | Partido                                  | Votos   | %               | +/-   |
| ----------------------- | ---------------------------------------- | ------- | --------------- | ----- |
|                         | Partido Socialista                       | 31 337  | 31,82 / 100,00  | 14,18 |
|                         | CHEGA                                    | 20 121  | 20,43 / 100,00  | 10,98 |
|                         | Aliança Democrática (PPD/PSD-CDS-PP-PPM) | 16 596  | 16,85 / 100,00  | 0,04  |
|                         | Coligação Democrática Unitária (PCP-PEV) | 7 321   | 7,43 / 100,00   | 2,43  |
|                         | Iniciativa Liberal                       | 5 672   | 5,76 / 100,00   | 0,39  |
|                         | Bloco de Esquerda                        | 5 404   | 5,49 / 100,00   | 0,10  |
|                         | LIVRE                                    | 4 129   | 4,19 / 100,00   | 2,90  |
|                         | Pessoas–Animais–Natureza                 | 2 639   | 2,68 / 100,00   | 0,49  |
|                         | Alternativa Democrática Nacional         | 1 573   | 1,60 / 100,00   | 1,32  |
|                         | Outros (com menos de 1,00%)              | 1 441   | 1,46 / 100,00   |       |
| Votos Inválidos         | Votos Inválidos                          | 2 234   | 2,27 / 100,00   | 0,37  |
| Total                   | Total                                    | 98 467  | 100,00 / 100,00 |       |
| Eleitorado/Participação | Eleitorado/Participação                  | 145 155 | 67,84 / 100,00  | 8,40  |

| Freguesia                                | %     | %     | %     | %     | %    | %    | %    | %    | %    | Votantes | Taxa de Participação |
| Freguesia                                | PS    | CH    | AD    | CDU   | IL   | BE   | L    | PAN  | ADN  | Votantes | Taxa de Participação |
| ---------------------------------------- | ----- | ----- | ----- | ----- | ---- | ---- | ---- | ---- | ---- | -------- | -------------------- |
| Freguesia                                |       |       |       |       |      |      |      |      |      | Votantes | Taxa de Participação |
| Amora                                    | 35,04 | 19,63 | 16,27 | 7,56  | 4,63 | 5,42 | 3,69 | 2,50 | 1,47 | 26 822   | 63,54                |
| Corroios                                 | 31,82 | 18,85 | 19,20 | 6,25  | 5,99 | 5,42 | 4,56 | 2,76 | 1,71 | 30 539   | 70,31                |
| Fernão Ferro                             | 27,38 | 24,83 | 18,38 | 4,64  | 7,66 | 4,93 | 3,90 | 2,59 | 1,91 | 14 312   | 72,73                |
| Seixal, Arrentela e Aldeia de Paio Pires | 30,99 | 20,69 | 13,94 | 10,15 | 5,61 | 5,93 | 4,44 | 2,81 | 1,43 | 26 794   | 67,28                |
| Seixal                                   | 31,82 | 20,43 | 16,85 | 7,43  | 5,76 | 5,49 | 4,19 | 2,68 | 1,60 | 98 467   | 67,84                |

### Sesimbra
| Partido                 | Partido                                  | Votos  | %               | +/-   |
| ----------------------- | ---------------------------------------- | ------ | --------------- | ----- |
|                         | Partido Socialista                       | 8 900  | 28,18 / 100,00  | 15,31 |
|                         | CHEGA                                    | 7 905  | 25,03 / 100,00  | 13,01 |
|                         | Aliança Democrática (PPD/PSD-CDS-PP-PPM) | 5 388  | 17,06 / 100,00  | 0,70  |
|                         | Coligação Democrática Unitária (PCP-PEV) | 1 881  | 5,96 / 100,00   | 2,18  |
|                         | Iniciativa Liberal                       | 1 831  | 5,80 / 100,00   | 0,37  |
|                         | Bloco de Esquerda                        | 1 775  | 5,62 / 100,00   | 0,08  |
|                         | LIVRE                                    | 1 350  | 4,27 / 100,00   | 2,92  |
|                         | Pessoas–Animais–Natureza                 | 861    | 2,73 / 100,00   | 0,56  |
|                         | Alternativa Democrática Nacional         | 474    | 1,50 / 100,00   | 1,16  |
|                         | Outros (com menos de 1,00%)              | 506    | 1,61 / 100,00   |       |
| Votos Inválidos         | Votos Inválidos                          | 714    | 2,26 / 100,00   | 0,27  |
| Total                   | Total                                    | 31 585 | 100,00 / 100,00 |       |
| Eleitorado/Participação | Eleitorado/Participação                  | 46 141 | 68,45 / 100,00  | 10,64 |

| Freguesia           | %     | %     | %     | %    | %    | %    | %    | %    | %    | Votantes | Taxa de Participação |
| Freguesia           | PS    | CH    | AD    | CDU  | IL   | BE   | L    | PAN  | ADN  | Votantes | Taxa de Participação |
| ------------------- | ----- | ----- | ----- | ---- | ---- | ---- | ---- | ---- | ---- | -------- | -------------------- |
| Freguesia           |       |       |       |      |      |      |      |      |      | Votantes | Taxa de Participação |
| Quinta do Conde     | 26,33 | 30,06 | 15,08 | 5,28 | 5,58 | 5,54 | 3,99 | 3,08 | 1,43 | 16 582   | 69,12                |
| Sesimbra (Castelo)  | 29,39 | 19,91 | 19,30 | 6,29 | 6,38 | 5,96 | 4,66 | 2,41 | 1,57 | 12 453   | 69,47                |
| Sesimbra (Santiago) | 34,27 | 17,25 | 18,94 | 8,71 | 4,39 | 4,51 | 4,27 | 2,00 | 1,61 | 2 550    | 60,34                |
| Sesimbra            | 28,18 | 25,03 | 17,06 | 5,96 | 5,80 | 5,62 | 4,27 | 2,73 | 1,50 | 31 585   | 68,45                |

### Setúbal
| Partido                 | Partido                                  | Votos   | %               | +/-   |
| ----------------------- | ---------------------------------------- | ------- | --------------- | ----- |
|                         | Partido Socialista                       | 20 950  | 29,91 / 100,00  | 14,67 |
|                         | CHEGA                                    | 14 559  | 20,79 / 100,00  | 11,76 |
|                         | Aliança Democrática (PPD/PSD-CDS-PP-PPM) | 13 128  | 18,74 / 100,00  | 0,39  |
|                         | Coligação Democrática Unitária (PCP-PEV) | 4 549   | 6,49 / 100,00   | 2,19  |
|                         | Bloco de Esquerda                        | 4 530   | 6,47 / 100,00   | 0,30  |
|                         | Iniciativa Liberal                       | 3 916   | 5,59 / 100,00   | 0,07  |
|                         | LIVRE                                    | 2 980   | 4,25 / 100,00   | 2,82  |
|                         | Pessoas–Animais–Natureza                 | 1 821   | 2,60 / 100,00   | 0,62  |
|                         | Alternativa Democrática Nacional         | 1 041   | 1,49 / 100,00   | 1,12  |
|                         | Outros (com menos de 1,00%)              | 1 013   | 1,45 / 100,00   |       |
| Votos Inválidos         | Votos Inválidos                          | 1 553   | 2,22 / 100,00   | 0,53  |
| Total                   | Total                                    | 70 040  | 100,00 / 100,00 |       |
| Eleitorado/Participação | Eleitorado/Participação                  | 106 140 | 65,99 / 100,00  | 9,67  |

| Freguesia                          | %     | %     | %     | %     | %    | %    | %    | %    | %    | Votantes | Taxa de Participação |
| Freguesia                          | PS    | CH    | AD    | CDU   | BE   | IL   | L    | PAN  | ADN  | Votantes | Taxa de Participação |
| ---------------------------------- | ----- | ----- | ----- | ----- | ---- | ---- | ---- | ---- | ---- | -------- | -------------------- |
| Freguesia                          |       |       |       |       |      |      |      |      |      | Votantes | Taxa de Participação |
| Azeitão (São Lourenço e São Simão) | 27,00 | 18,31 | 23,66 | 5,21  | 5,67 | 7,42 | 5,20 | 2,68 | 1,50 | 13 252   | 73,79                |
| Gâmbia-Pontes-Alto da Guerra       | 27,80 | 22,34 | 17,90 | 7,83  | 5,14 | 6,30 | 4,77 | 2,25 | 1,95 | 4 302    | 74,97                |
| Sado                               | 36,22 | 22,79 | 7,87  | 14,28 | 5,53 | 3,34 | 2,52 | 1,73 | 1,46 | 3 418    | 70,53                |
| São Sebastião                      | 31,44 | 24,46 | 14,19 | 6,45  | 6,88 | 4,83 | 3,62 | 2,88 | 1,35 | 27 232   | 61,01                |
| Setúbal                            | 29,20 | 17,09 | 23,30 | 5,85  | 6,85 | 5,65 | 4,64 | 2,41 | 1,56 | 21 836   | 66,25                |
| Setúbal                            | 29,91 | 20,79 | 18,74 | 6,49  | 6,47 | 5,59 | 4,25 | 2,60 | 1,49 | 70 040   | 65,99                |

### Sines
| Partido                 | Partido                                  | Votos  | %               | +/-   |
| ----------------------- | ---------------------------------------- | ------ | --------------- | ----- |
|                         | Partido Socialista                       | 2 261  | 30,41 / 100,00  | 15,94 |
|                         | CHEGA                                    | 1 504  | 20,23 / 100,00  | 10,86 |
|                         | Aliança Democrática (PPD/PSD-CDS-PP-PPM) | 1 206  | 16,22 / 100,00  | 0,76  |
|                         | Coligação Democrática Unitária (PCP-PEV) | 601    | 8,08 / 100,00   | 2,05  |
|                         | Bloco de Esquerda                        | 589    | 7,92 / 100,00   | 1,69  |
|                         | Iniciativa Liberal                       | 339    | 4,56 / 100,00   | 0,79  |
|                         | LIVRE                                    | 258    | 3,47 / 100,00   | 2,10  |
|                         | Pessoas–Animais–Natureza                 | 177    | 2,38 / 100,00   | 0,73  |
|                         | Alternativa Democrática Nacional         | 129    | 1,73 / 100,00   | 1,47  |
|                         | Outros (com menos de 1,00%)              | 162    | 2,19 / 100,00   |       |
| Votos Inválidos         | Votos Inválidos                          | 210    | 2,83 / 100,00   | 0,75  |
| Total                   | Total                                    | 7 436  | 100,00 / 100,00 |       |
| Eleitorado/Participação | Eleitorado/Participação                  | 12 050 | 61,71 / 100,00  | 11,71 |

| Freguesia  | %     | %     | %     | %    | %    | %    | %    | %    | %    | Votantes | Taxa de Participação |
| Freguesia  | PS    | CH    | AD    | CDU  | BE   | IL   | L    | PAN  | ADN  | Votantes | Taxa de Participação |
| ---------- | ----- | ----- | ----- | ---- | ---- | ---- | ---- | ---- | ---- | -------- | -------------------- |
| Freguesia  |       |       |       |      |      |      |      |      |      | Votantes | Taxa de Participação |
| Porto Covo | 31,82 | 18,83 | 21,27 | 6,82 | 4,87 | 5,03 | 1,79 | 2,11 | 1,30 | 616      | 65,53                |
| Sines      | 30,28 | 20,35 | 15,76 | 8,20 | 8,20 | 4,52 | 3,62 | 2,40 | 1,77 | 6 820    | 61,39                |
| Sines      | 30,41 | 20,23 | 16,22 | 8,06 | 7,92 | 4,56 | 3,47 | 2,38 | 1,73 | 7 436    | 61,71                |

## Lista de Deputados Eleitos
A lista apresentada é conforme a aplicação do Método D'Hondt:
| N.º | Nome                                            | Partido | Partido            | Partido                              | Quociente  |
| --- | ----------------------------------------------- | ------- | ------------------ | ------------------------------------ | ---------- |
| 1   | Ana Catarina Mendes                             |         | Partido Socialista | Partido Socialista                   | 157166     |
| 2   | Rita Matias                                     |         | CHEGA              | CHEGA                                | 102077     |
| 3   | Teresa Morais                                   |         |                    | Aliança Democrática (PPD/PSD)        | 86297      |
| 4   | Miguel de Oliveira Pires da Costa de Matos      |         | Partido Socialista | Partido Socialista                   | 78583      |
| 5   | António Manuel Veiga dos Santos Mendonça Mendes |         | Partido Socialista | Partido Socialista                   | 52388,6667 |
| 6   | Patricia Alexandra Martins de Carvalho          |         | CHEGA              | CHEGA                                | 51038,5    |
| 7   | Paulo Jorge Simões Ribeiro                      |         |                    | Aliança Democrática (PPD/PSD)        | 43148,5    |
| 8   | Eurídice Maria de Sousa Pereira                 |         | Partido Socialista | Partido Socialista                   | 39291,5    |
| 9   | Paula Santos                                    |         |                    | Coligação Democrática Unitária (PCP) | 38841      |
| 10  | Nuno Miguel da Costa Gabriel                    |         | CHEGA              | CHEGA                                | 34025,6667 |
| 11  | André Alexandre Pinotes Batista                 |         | Partido Socialista | Partido Socialista                   | 31433,2    |
| 12  | Joana Mortágua                                  |         | Bloco de Esquerda  | Bloco de Esquerda                    | 30161      |
| 13  | Bruno Jorge Viegas Vitorino                     |         |                    | Aliança Democrática (PPD/PSD)        | 28765,6667 |
| 14  | Joana Rita Madaleno Cordeiro                    |         | Iniciativa Liberal | Iniciativa Liberal                   | 26941      |
| 15  | João Paulo de Loureiro Rebelo                   |         | Partido Socialista | Partido Socialista                   | 26194,3333 |
| 16  | Daniel Madeira Caetano Teixeira                 |         | CHEGA              | CHEGA                                | 25519,25   |
| 17  | Clarisse Maria Gaudino Veredas Campos           |         | Partido Socialista | Partido Socialista                   | 22452,2857 |
| 18  | Sónia dos Reis                                  |         |                    | Aliança Democrática (PPD/PSD)        | 21574,25   |
| 19  | Paulo Jorge Velez Muacho                        |         | LIVRE              | LIVRE                                | 21552      |